# خليفة بن حارب
السيد خليفة بن حارب البوسعيدي ولد يوم 26 أغسطس 1879 وتوفي بتاريخ 9 أكتوبر 1960، وهو تاسع سلاطين زنجبار، تزوج من الأميرة السيدة معتوقة ابنة السلطان حمود البوسعيد سابع سلاطين زنجبار وأخت السلطان علي بن حمود. وتولى الحكم بعد السلطان علي، وخلفه في الحكم أكبر أبناءه الأحياء عبد الله بن خليفة.

## مولده وأسرته
ولد السيد خليفة بن حارب في مسقط وهو الابن الوحيد للسيد حارب بن السلطان ثويني بن سعيد سلطان عمان من الفترة 1856 -1866، وامه السيدة تركية بنت تركي البوسعيد ابنة الكبرى للسلطان تركي بن سعيد بن سلطان سلطان مسقط وعمان، كانت زوجة للسلطان حمد بن ثويني قبل أن يطلقها ويتزوجها أخوه حارب بن ثويني.
تزوج من السيدة معتوقة بنت حمد البوسعيد وأنجب منها ثلاثة أبناء وهم: ثويني بن خليفة (توفي سنة 1906) وعبد الوهاب بن خليفة (توفي سنة 1912) والسلطان عبد الله بن خليفة. وبعد وفاة زوجته الأولى تزوج من نونو بنت أحمد وأنجب منها ابنته السيدة أمل بنت خليفة البوسعيد.